# Bahnhof Péreire - Levallois

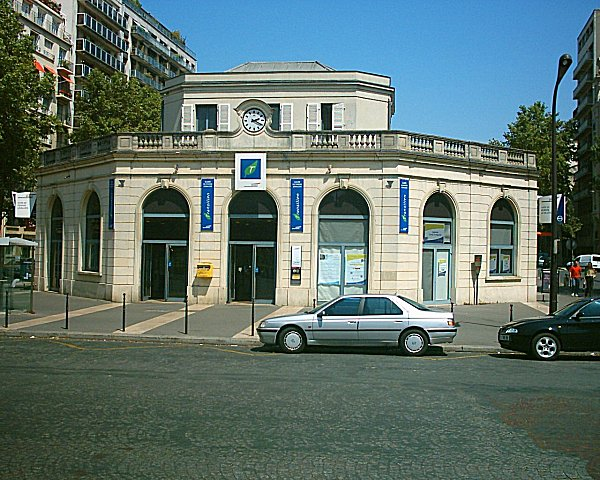
Zugangsbauwerk an der Place du Maréchal-Juin

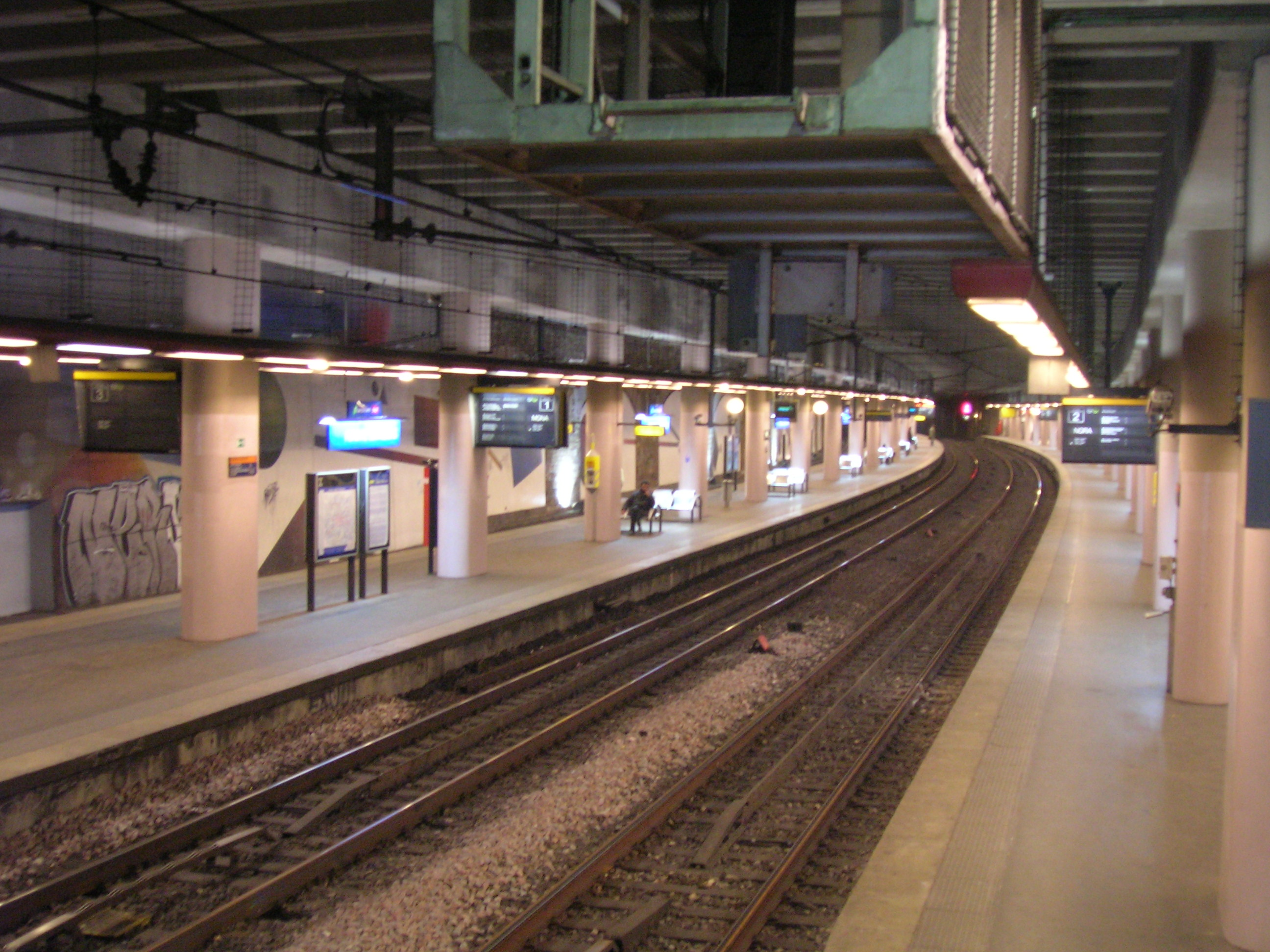
Gedeckelter RER-Bahnhof Péreire - Levallois

Der Bahnhof Péreire - Levallois (französisch Gare de Péreire - Levallois) ist eine Station der Linie C des Réseau express régional d’Île-de-France (RER). Bei seiner Eröffnung im Jahr 1854 hieß der Bahnhof Courcelles, von 1869 bis 1985 trug er den Namen Courcelles - Levallois.

## Lage
Der Bahnhof befindet sich im Quartier de la Plaine-de-Monceaux des 17. Arrondissements von Paris. Er liegt nordöstlich der Place du Maréchal-Juin längs unter dem Boulevard Péreire.

## Name
Den Namen verdankt der Bahnhof dem Boulevard Péreire und dem nahen Vorort Levallois-Perret. Die Brüder Émile und Isaac Péreire waren bedeutende Unternehmer in der Zeit des Zweiten Kaiserreichs. Sie gründeten die Bank Société Générale du Crédit Mobilier, Émile Péreire war zudem Direktor der Eisenbahngesellschaft Compagnie du chemin de fer de Paris à Saint-Germain. Der Name des Vororts ist auf Nicolas-Eugène Levallois zurückzuführen, der im 19. Jahrhundert das Gebiet im Nordwesten der Mauer der Generalpächter erschloss.
Die früheren Namen Courcelles bzw. Courcelles - Levallois gab der ehemalige Weiler Courcelles, an den die von der Place du Maréchal-Juin abgehende Rue de Courcelles erinnert.

## Geschichte und Beschreibung

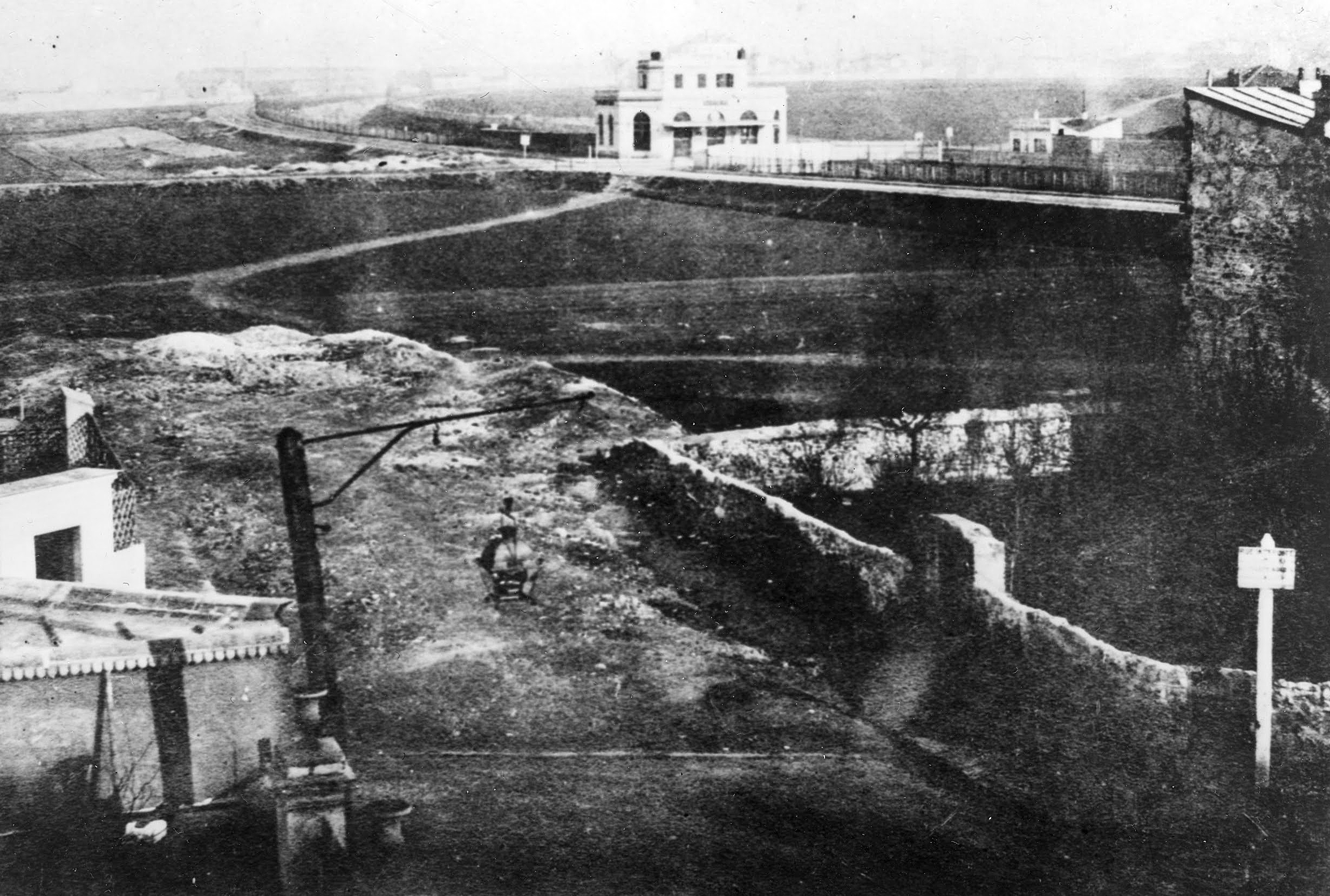
Empfangsgebäude des Bahnhofs Courcelles inmitten unbebauten Geländes (um 1860)

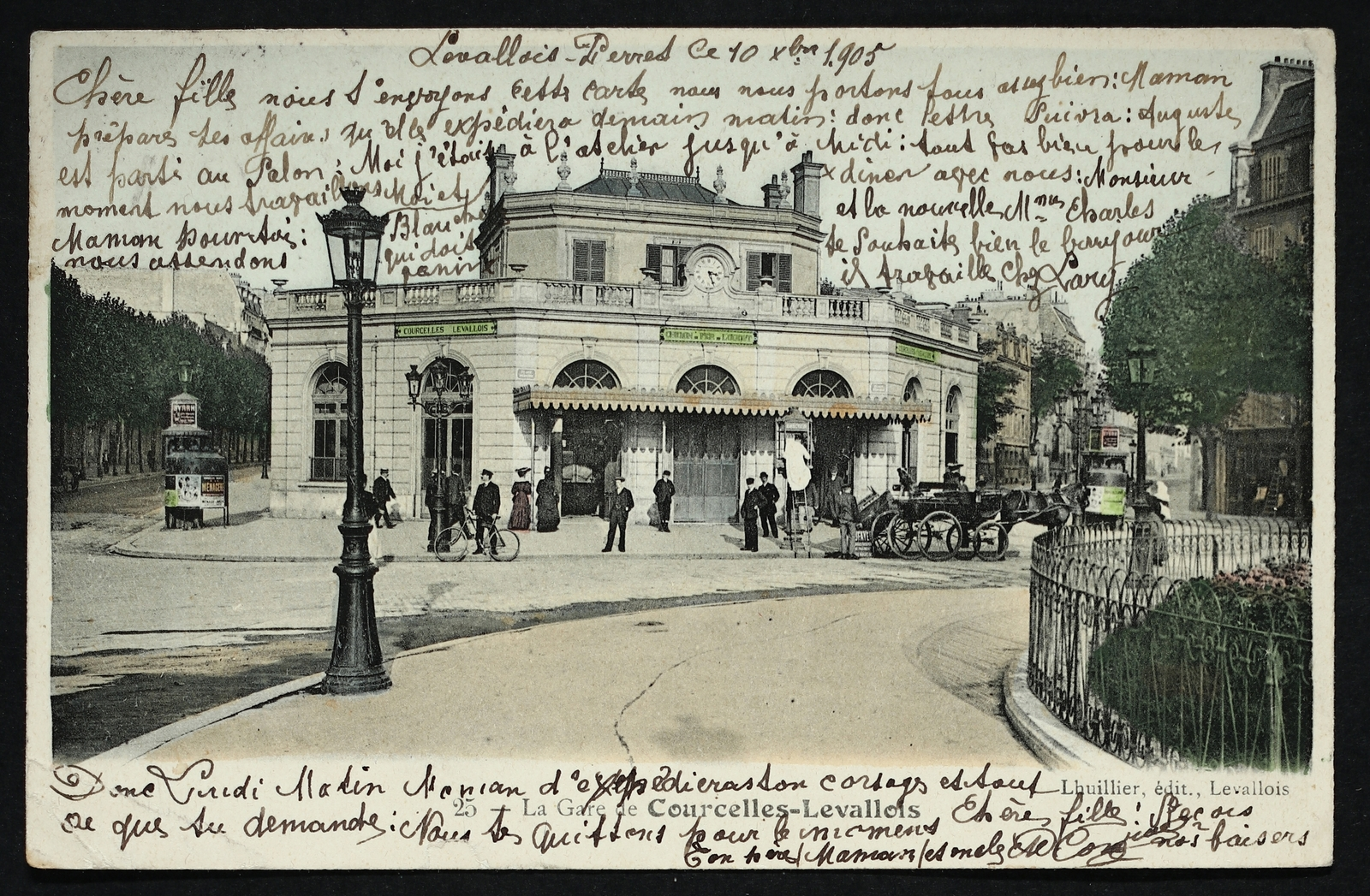
Empfangsgebäude um 1905

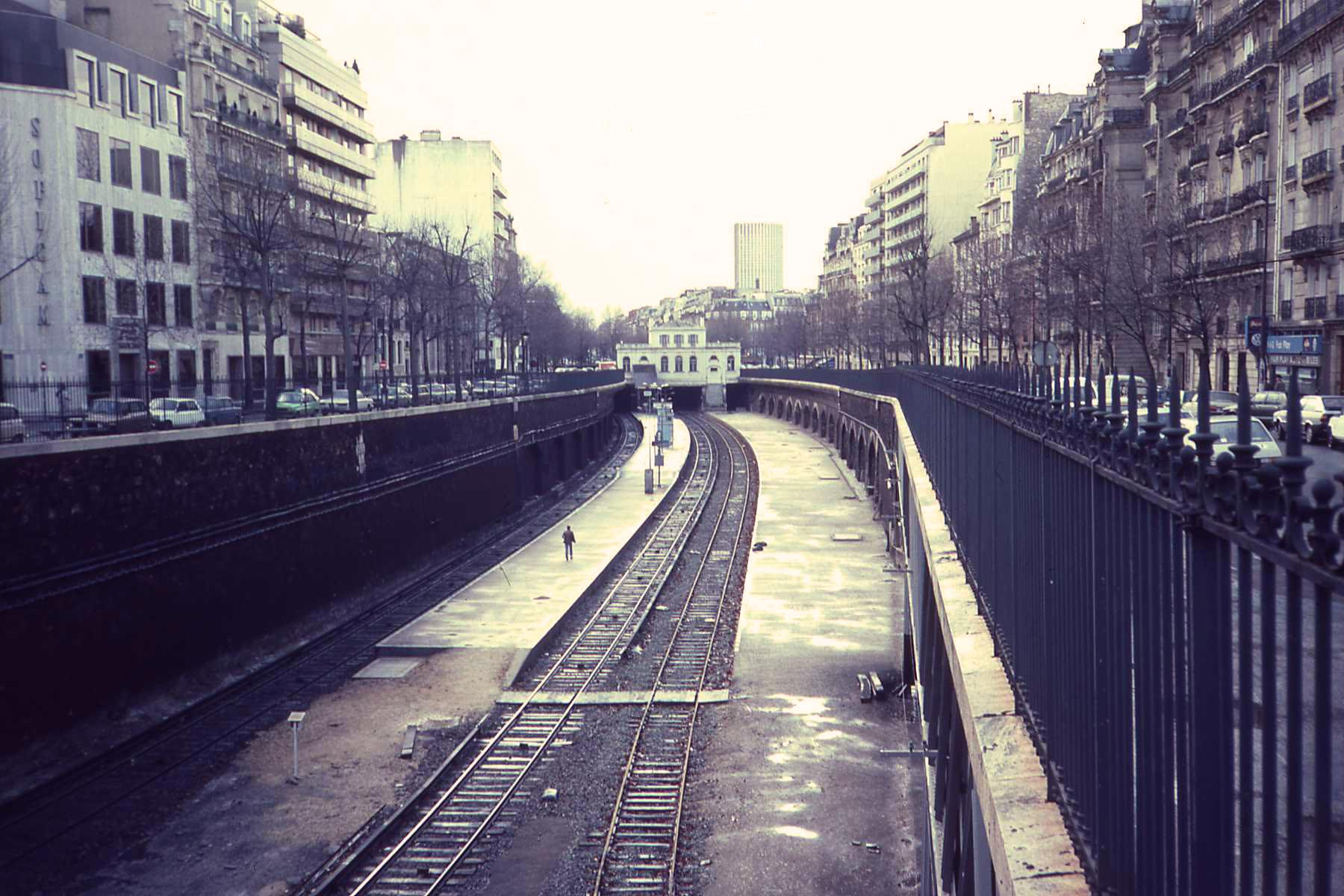
Bahnhof Courcelles - Levallois vor der Deckelung (1984)

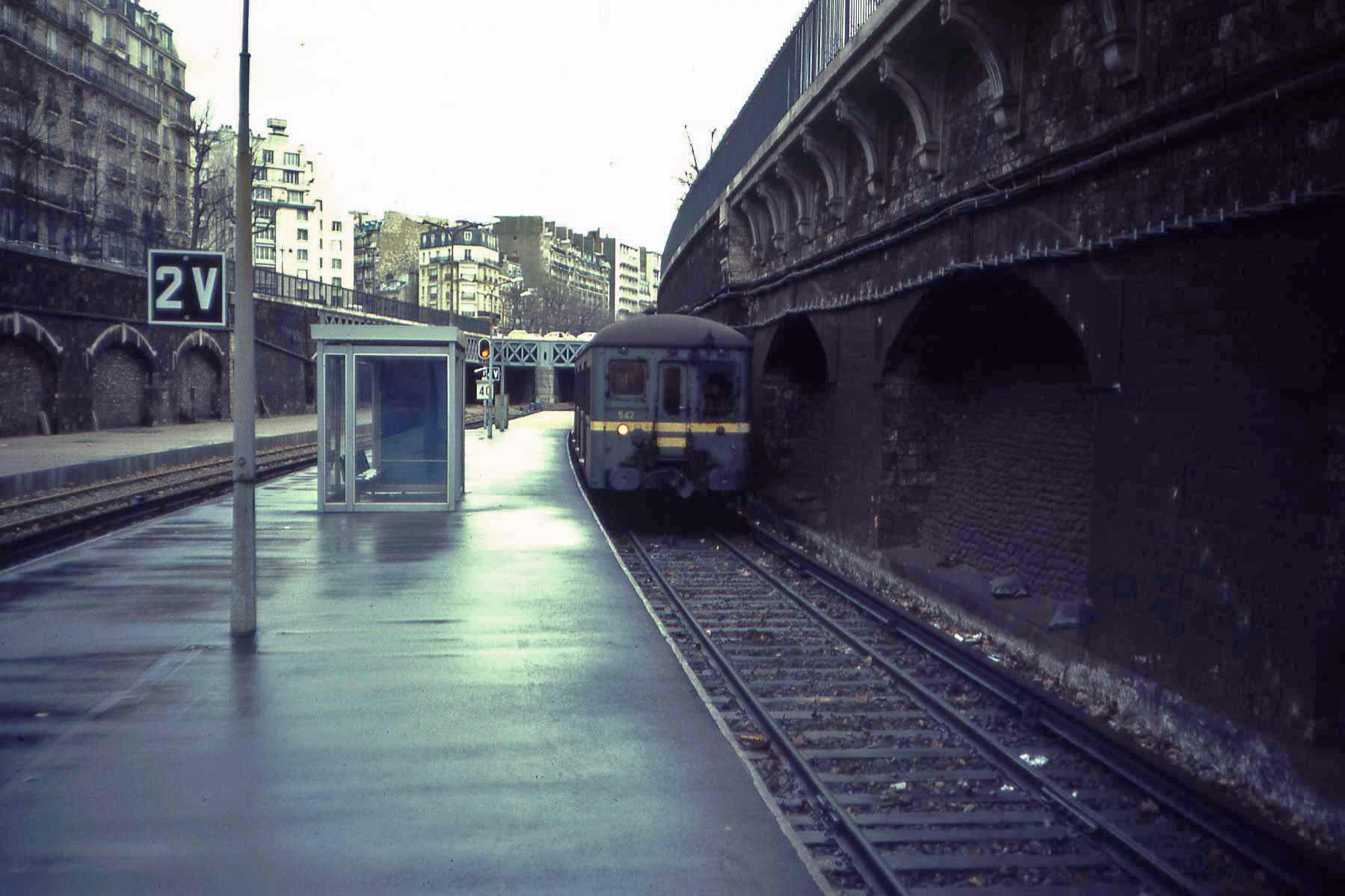
Entgegengesetzte Blickrichtung mit Stromschienen und Doppeltriebwagen der Baureihe Z 1500

Am 2. Mai 1854 wurde der Bahnhof Courcelles an der Ligne d’Auteuil in Betrieb genommen. Diese von der Compagnie du chemin de fer de Paris à Saint-Germain gebaute regelspurige Eisenbahnstrecke verband die Pariser Vororte Auteuil, Passy und Batignolles-Monceau mit dem Fernbahnhof Saint-Lazare. Wegen der zunehmenden Überlastung dieses Bahnhofs endeten die Züge ab 1922 bereits im Bahnhof Pont-Cardinet im Vorfeld des Fernbahnhofs.
Die Strecke wie auch der Bahnhof wurden im Einschnitt angelegt. Das Empfangsgebäude liegt direkt an der Place du Maréchal-Juin (bis 1973: Place Péreire) quer über den Gleisen. Von dort führen zwei Treppen hinab zu den Bahnsteigen. Bis 1985 war ein Teil des Gebäudes vorübergehend an die Fluggesellschaft Air France vermietet.
Bis 1867 diente die Ligne d’Auteuil ausschließlich dem Personenverkehr. Am 25. März 1869 wurde sie weitgehend in die Paris umrundende Ringeisenbahnstrecke Petite Ceinture integriert. Am Nordostkopf des Bahnhofs Courcelles zweigte die Ringstrecke, deren Gleise nicht zum Bahnhof Pont-Cardinet geführt wurden, sondern über die Ferngleise der Bahnstrecke Paris–Le Havre hinwegführten, von der Ligne d’Auteuil nach Westen hin ab. Unmittelbar hinter dem Abzweig wurde der Bahnhof Courcelles-Ceinture angelegt, wo fortan die Personenzüge der Ringbahn begannen und endeten. Der Bahnhof Courcelles, der zur Unterscheidung den Namen Courcelles - Levallois erhielt, wurde für Umsteiger mit der neuen Station über eine Fußgängerbrücke verbunden, die 1899 durch eine unterirdische Passage ersetzt wurde.
Der Bau einer südlichen Zweigstrecke über die Seine hinweg zum Bahnhof Champ de Mars anlässlich der Weltausstellung des Jahres 1900 brachte zusätzlichen Verkehr, weshalb die Ligne d’Auteuil und der Bahnhof Courcelles - Levallois viergleisig ausgebaut wurden. Dabei wurde der Einschnitt verbreitert und beiderseits je ein Gleis hinzugefügt. Die bisherigen Seitenbahnsteige des Bahnhofs wurden zu Mittelbahnsteigen.
1910 wurde in unmittelbarer Nähe die Station Péreire der Linie 3 der Pariser Métro eröffnet.
1924 wurde zum Champ de Mars und bis 1934 auf dem größten Teil der Petite Ceinture der Personenverkehr eingestellt. Damit war die Stilllegung des benachbarten Ringbahnhofs Courcelles - Ceinture verbunden, der in den 1950er Jahren abgerissen wurde. Lediglich auf der Ligne d’Auteuil verkehrten bis 1985 weiterhin Personenzüge zwischen Auteuil und Pont-Cardinet.
1925 wurde die Strecke für den Einsatz elektrischer Triebwagen mit seitlichen Stromschienen und 1500 V Gleichspannung elektrifiziert. Dies betraf im Bahnhof Courcelles - Levallois die beiden östlichen Gleise. Von den beiden anderen wurde das westliche stillgelegt und der bisherige Mittelbahnsteig unter Ausnutzung dessen Raums zu einem Seitenbahnsteig verbreitert. Das an ihm verbliebene dritte Gleis wurde nicht mit einer Stromschiene versehen.
Im Zuge des Umbaus des Mittelteils der Ligne d’Auteuil für den RER-Verkehr mit Zügen, die mit identischer Spannung aus einer Oberleitung versorgt werden, wurde der Bahnhof am 6. Januar 1985 stillgelegt. Der Bahnhof und die angrenzenden Streckengleise wurden aus Lärmschutzgründen gedeckelt. Am 25. September 1988 wurde er unter dem heutigen Namen wiedereröffnet.
Die Züge der Linie RER C befahren nordöstlich des Bahnhofs die Trasse der Petite Ceinture. Von und zum Bahnhof Pont-Cardinet gab es bis zum 5. Juli 1996 einen Pendelverkehr, der am Gleis 3 abgewickelt wurde. Seit dessen Aufgabe sind nur noch die am Mittelbahnsteig gelegenen Gleise 1 und 2 in Betrieb.